# یورگن بیورنستاد
یورگن بیورنستاد (نروژی: Jørgen Bjørnstad; ۲ آوریل ۱۸۹۴ – ۱۰ ژوئیهٔ ۱۹۴۲) ژیمناست هنری اهل نروژ بود.